# 荷爾蒙少年
荷爾蒙少年成立於2015年，來自台灣台北的三人搖滾樂團，目前由吉他手兼主唱詹詠安、貝斯手彭浩鈞、鼓手林以特所組成。
2017年發行第一首歌曲〈4:00a.m.〉，隔年發行首張EP，開始活躍於各大校園及音樂祭。2020年發行首張專輯《黑色台北Urban Noir》，入圍同年第11屆金音創作獎「最佳搖滾專輯獎」以及「最佳樂團獎」。

## 樂團歷程

#### 2015年
- 就讀臺北市立中正高級中學的詹詠安為樂團團長，邀請熱音社同學陳思語（貝斯手）以及臺北市立大直高級中學的熱音社同學齊慕堯（鼓手）共組荷爾蒙少年，並參與了各項樂團相關的的比賽。

#### 2016年
- 入選街聲所舉辦的「見證大團高校場」以及桃園的「發條音樂節」。

#### 2017年
- 三位成員高中畢業，於暑假參與河岸留言主辦之尋光計畫，導師樂團為TRASH樂團，協助於課程之中製作了〈躁鬱症〉，為收錄第一張EP的第一首歌曲。同年10月，與雙下巴Indie Music平台合作發表了〈4:00A.M.〉，此作品點閱次數已高達350萬次以上。

#### 2018年
- 1月1日，發行首張EP《Hormone Boys》，收錄了五首歌曲〈躁鬱症〉、〈午後迷茫2017〉、〈傾雨〉、〈馬克白〉、〈4:00A.M〉，並於台北Revolver、台中迴響音樂藝文展演空間、高雄Paramount Bar舉辦發片巡迴。
- 年中因團員個人生涯規劃，陳思語（貝斯手）和齊慕堯（鼓手）相繼離團。同年暑假，入選貢寮國際海洋音樂祭前30強參與複賽，後未入圍決賽，7月28日於小舞台參演。
- 12月17日，發行單曲〈黑甜鄉〉奠定了荷爾蒙少年的全新面貌。

#### 2019年
- 4月11日，登上由街聲主辦的The Next Big Thing大團誕生開發場二。同年7月1日，發行單曲〈貳拾〉，並開始荷爾蒙少年夏日新歌巡演，於高雄、台北、嘉義、新竹進行演出。
- 後半年開始活躍於各大校園及音樂祭，EX：覺醒音樂祭、笑傲搖滾音樂祭、LUCfest 貴人散步音樂節、Simple Life簡單生活-2019 Simple Urban+。

#### 2020年
- 正式發行首張概念專輯《黑色台北 Urban Noir》，該專輯以十首歌曲串連一整個故事，講述主角在繁華之都的興奮和恐懼。於4月9日串流平台發行，5月22日實體正式發行，實體CD即附一本故事書。並在7月18日在台北The Wall Live House舉辦發片專場，於兩日內售完。 專輯內收錄第一首歌曲為〈中華商場1971〉，找來美秀集團的吉他手劉修齊共同合作，至今MV點閱次數已超過42萬次。
- 同年暑假《黑色台北 Urban Noir》發片巡迴開跑，台中及台北場次售完。8月29日，《黑色台北 Urban Noir》發片巡迴台南場次，於台南 Tcrc Livehouse演出。 8月30日，《黑色台北 Urban Noir》發片巡迴高雄場次，於高雄流行音樂中心 大義倉庫的LIVE WAREHOUSE 演出。 9月5日，《黑色台北 Urban Noir》發片巡迴台中場次，於台中酒吧洞穴 The Cave 演出。 9月6日，《黑色台北 Urban Noir》發片巡迴台北場次，於台北 樂悠悠之口光復南 演出，鼓手陳思默因個人規劃，發片巡迴結束後正式離團。
- 入圍第11屆金音創作獎「最佳搖滾專輯獎」以及「最佳樂團獎」。
- 12月6日發行單曲〈141.44〉，MV以樂團巡迴的影像紀錄為主軸，紀念這個階段的荷爾蒙少年。

#### 2021年
- 荷爾蒙少年以兩人為主（詹詠安、彭浩鈞）活動，籌備下一張EP。於6月17日發行單曲〈集體制躁〉，為輔仁大學影像傳播學系第22屆畢展主題曲。
- 10月21日，發行第二張EP《美好年代：2000》，內收錄四首歌曲，〈9〉、〈9999〉、〈珊珊〉、〈千禧〉。此張EP以Z世代為主軸，樂團首次嘗試使用多種媒材表達創作的一個音樂、影像製作專案，團長詹詠安同時擔任音樂製作人和三首歌曲MV導演，也是樂團首次嘗試實驗性質的作品產出。
- 12月5日於Legacy Taipei舉辦《GENZ》專場，演唱會與舞蹈合作，結合燈光技術、視訊VJ以及以映像管電視打造舞台多樣樂團初步的嘗試，票房趨近售完。

#### 2022年
- 鼓手林以特正式入團。
- 年初《美好年代城市巡迴》開跑，舉辦小型場館巡迴，全站售完。 2022年2月25日，《美好年代城市巡迴》高雄站，於高雄百樂門酒館演出。 2022年2月27日，《美好年代城市巡迴》台中站，於台中群島藝術園區演出。 2022年3月5日，《美好年代城市巡迴》桃園站，於ThERE 音樂展演空間演出。 2022年3月19日，《美好年代城市巡迴》台南站，於 台南文化創意產業園區 漂丿白露 演出。 2022年4月16日，《美好年代城市巡迴》花蓮站，於 花蓮鐵道文化園區 花聲客廳 演出。2022年參與多場音樂祭活動演出，EX：高雄市 大港開唱、浮現祭、台灣祭、台大音樂節等。
- 12月4日於三創生活園區Clapper Studio舉辦七週年紀念專場《酷小子歷險記》，透過與專業視訊藝術家合作，以故事性的方向包裝整場演出，呈現歷險記的視覺享受，演唱會門票於演出前一個月前Sold Out。

2023年
2024年

## 音樂作品

### 專輯
| 發行順序 | 專輯名稱     | 發行日期     | 收錄曲目 |
| 1st      | 《黑色台北》 | 2020年4月9日 | 曲目 1. 墜落 2. 中華商場1971 feat.修齊 3. 遙遠的星星 4. 紅色的人 5. 靛藍 6. 若已成舟 7. 橙夜 8. 失去妳和我自己 9. 房間裡的怪物 10. 沒有顏色的城市 11. 黑色台北 |

### EP
| 發行順序 | EP名稱             | 發行日期       | 收錄曲目                                                      |
| 1st      | 《Hormone Boys》   | 2018年1月1日   | 曲目 1. 躁鬱症 2. 午後迷茫2017 3. 傾雨 4. 馬克白 5. 4:00 A.M. |
| 2nd      | 《美好年代：2000》 | 2021年10月21日 | 曲目 1. 9 2. 9999 3. 珊珊 4. 千禧                             |

### 單曲
| 發行順序 | 單曲名稱         | 發行日期       |
| 1st      | 《黑甜鄉》       | 2018年12月17日 |
| 2nd      | 《貳拾》         | 2019年7月1日   |
| 3rd      | 《141.44》       | 2020年12月6日  |
| 4th      | 《集體制躁》     | 2021年6月17日  |
| 5th      | 《午後迷茫2021》 | 2022年6月8日   |
| 6th      | 《天美》         | 2022年11月1日  |

### 其他歌曲合作
註：非收錄於個人專輯之歌曲創作
| 發行日期       | 演唱者   | 歌名           | 合作部分           | 備註                   |
| 2021年4月22日  | 趙傳     | 《有趣的靈魂》 | 詹詠安作詞         |                        |
| 2022年10月18日 | 陳如山   | 《靈感》       | 荷爾蒙少年參與編曲 |                        |
| 2022年11月24日 | 美秀集團 | 《戀人》       | 詹詠安參與編曲製作 | Youtube點閱率已破200萬 |

## 獎項紀錄
| 年份 | 屆次             | 專輯         | 獎項           | 結果 |
| ---- | ---------------- | ------------ | -------------- | ---- |
| 2020 | 第11屆金音創作獎 | 〈黑色台北〉 | 最佳搖滾專輯獎 | 提名 |
| 2020 | 第11屆金音創作獎 | 〈黑色台北〉 | 最佳樂團獎     | 提名 |

## 外部連結
- 荷爾蒙少年的Facebook專頁
- （繁體中文） YouTube上的荷爾蒙少年頻道
- 荷爾蒙少年的Instagram帳戶
- 荷爾蒙少年的StreetVoice （页面存档备份，存于）